# Divoselo
Divoselo falu Horvátországban Lika-Zengg megyében. Közigazgatásilag Gospićhoz tartozik.

## Fekvése
Gospićtól légvonalban 6 km-re, közúton 7 km-re délre a Likai karsztmező szélén, a Velebit-hegység lábánál, a Gospićot Gračaccal összekötő 50-es számú úttól 5 km-re délre fekszik.

## Története
A település a török kiűzése után keletkezett amikor 1692-ben Bukovica környékéről érkezett pravoszláv vlahok települtek ide. A letelepedés fejében határőrszolgálatot láttak el. Közigazgatásilag a ribniki századparancsnokság alá. Parókiájához Divoselo, Čitluk, Ornice és Ribnik falvak tartoztak. Még 1692-ben a vesztes Tušica-völgyi csata után a török rajtaütött a településen, felégette és kirabolta azt. 1857-ben 1844, 1910-ben 2001 lakosa volt. A trianoni békeszerződés előtt Lika-Korbava vármegye Gospići járásához tartozott. Ezt követően előbb a Szerb-Horvát-Szlovén Királyság, majd Jugoszlávia része lett. 1941. augusztus 5-én az usztasák egy nap alatt Divoselo, Lički Čitluk és Ornice összesen 907 szerb polgárát mészárolták le. A mit sem sejtő embereket Kruškovacra hívták össze. A mészárlásról egyetlen túlélője egy 12 éves gyermek számolt be, akiben az élmény kitörölhetetlen nyomokat hagyott. A rémképek egész életén át elkísérték. Augusztus 6-án újabb 78 szerbet dobtak a faluhoz közeli Jarčja-barlangba. A második világháború idején több mint 70 alkalommal támadták a települést, a falu összesen 1012 lakost vesztett. A háború idején 350 harcost adott a nemzeti felszabadító hadseregbe, közülük 150-en estek el a harcok során. Az áldozatok emlékére a faluban emlékmúzeumot, a Jarčja-barlangnál emlékművet építettek. 1991-ben lakosságának 88 százaléka szerb nemzetiségű volt. A honvédő háború során a szerb erők innen támadták a közeli Gospić városát. 1993. szeptember 9. és 17. között a horvátok „Medački džep” (Medaki zseb) fedőnevű ellencsapásakor Divoselót, Citlukot és Ornicét teljesen lerombolták. A falvak lakossága elmenekült. A falunak 2011-ben mindössze 2 lakosa volt.

## Lakosság
| Lakosság változása | Lakosság változása | Lakosság változása | Lakosság változása | Lakosság változása | Lakosság változása | Lakosság változása | Lakosság változása | Lakosság változása | Lakosság változása | Lakosság változása | Lakosság változása | Lakosság változása | Lakosság változása | Lakosság változása | Lakosság változása |
| ------------------ | ------------------ | ------------------ | ------------------ | ------------------ | ------------------ | ------------------ | ------------------ | ------------------ | ------------------ | ------------------ | ------------------ | ------------------ | ------------------ | ------------------ | ------------------ |
| 1857               | 1869               | 1880               | 1890               | 1900               | 1910               | 1921               | 1931               | 1948               | 1953               | 1961               | 1971               | 1981               | 1991               | 2001               | 2011               |
| 1.844              | 1.988              | 2.005              | 2.148              | 2.222              | 2.001              | 2.128              | 2.164              | 679                | 697                | 628                | 505                | 407                | 344                | 12                 | 2                  |

## Nevezetességei
- A Legszentebb Istenanya Születése tiszteletére szentelt szerb pravoszláv temploma 1873-ban épült, a II. világháború idején lerombolták. A Szentlélek Eljövetele templomot 1840-ben építették, 1949-ben lebontották.
- Az 1941-ben meggyilkolt áldozatok emlékműve a Jarčja-barlangnál.